# Het verhaal van de eerste oude man
Het verhaal van de eerste oude man is een verhaal binnen het grotere kaderverhaal uit de verhalencyclus Duizend-en-een-nacht.

## Verhaal
De gazelle die de eerste, oude man met zich meevoert, is zijn (eerste) vrouw. "Ik trouwde met haar toen ik jong was en toen zij nog een maagd van twaalf jaar oud was." Zij kon hem geen kinderen schenken en daarom nam hij een tweede vrouw, die hem een zoon schonk. Toen de jongen twintig was werd hij en zijn moeder door de jaloerse eerste vrouw betoverd in een koe en een kalf. Op instigatie van zijn vrouw liet de teruggekeerde man de koe slachten, maar vond alleen botten.
Toen hij - wederom op verzoek van zijn vrouw - het kalf wilde slachten, vermurwde deze het hart van zijn vader met tranen. Tijdens het hoeden van de kudde, doorziet de dochter van een van de herders de toverspreuken van de vrouw en waarschuwt hun baas. Dan tovert zij zijn zoon weer terug en de stiefmoeder voor straf in een gazelle. "Zo ziet ze er mooi uit [als gazelle]. Ze zal dag en nacht bij ons zijn, dus het is beter dat ze er mooi uitziet, zodat we ons niet aan haar uiterlijk storen."

## Plaatsing binnen de verhalencyclus
Het verhaal van de eerste oude man is het eerste subverhaal dat verteld wordt binnen Het verhaal van de koopman en de djinn, dat op zijn beurt binnen het grotere kaderverhaal (Het verhaal van Sjahriaar en zijn broer) uit de verhalencyclus Duizend-en-een-nacht wordt verteld.
Volgende verhaal (op dit verhaalniveau): Het verhaal van de tweede oude man.
Zie ook: Het verhaal van Sjahriaar en zijn broer#Verhalenstructuur van Duizend-en-een-nacht.

## Referentie
De voor deze samenvatting gebruikte vertaling en citaten is die van Richard van Leeuwen op basis van de Mahdi-tekst, en houdt de volgorde van de Boelaak-tekst aan.